# Ewelina Mikołajewska
Ewelina Mikołajewska (ur. 20 czerwca 1992 roku w Malborku) – polska siatkarka grająca na pozycji przyjmującej. Od sezonu 2018/2019 występuje w drużynie Wisły Warszawa.
Wraz z reprezentacją Polski juniorek, którą prowadził Grzegorz Kosatka zajęła 9. miejsce na Mistrzostwach Świata Juniorek w 2011 roku w Peru.